# Kanton Saramon
Kanton Saramon (fr. Canton de Saramon) je francouzský kanton v departementu Gers v regionu Midi-Pyrénées. Skládá se ze 16 obcí.

## Obce kantonu
- Aurimont
- Bédéchan
- Boulaur
- Castelnau-Barbarens
- Faget-Abbatial
- Lamaguère
- Lartigue
- Moncorneil-Grazan
- Monferran-Plavès
- Pouy-Loubrin
- Saint-Martin-Gimois
- Saramon
- Sémézies-Cachan
- Tachoires
- Tirent-Pontéjac
- Traversères